# میمون آسمانی
میمون آسمانی (نام علمی: Ouranopithecus macedoniensis) نام یک گونه از بالاخانواده کپی است.